# Anouchka van Miltenburg
Anouchka van Miltenburg (Utrecht, 20 de abril de 1967) es una política neerlandesa que ocupa un escaño en la Segunda Cámara de los Estados Generales desde el 30 de enero de 2003 por el Partido Popular por la Libertad y la Democracia. Entre el 25 de septiembre de 2012 y el 12 de diciembre de 2015 fue presidenta de la Cámara Baja.